# ホリールード宮殿

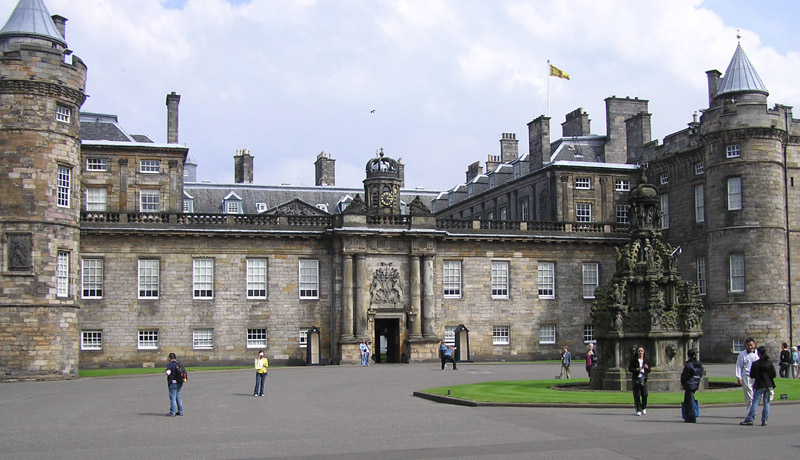
女王不在の旗が揚がる宮殿正面

ホリールード宮殿（Palace of Holyrood）は、スコットランドのエディンバラにある宮殿。正式名称はホリールードハウス宮殿（The Palace of Holyroodhouse）である。1128年にデイヴィッド1世によって建てられた寺院が前身である。15世紀から、スコットランド国王夫妻の住居として使われてきた。宮殿はエリザベス2世の夏季の滞在地として使用されていた（女王は2022年9月8日に崩御）。

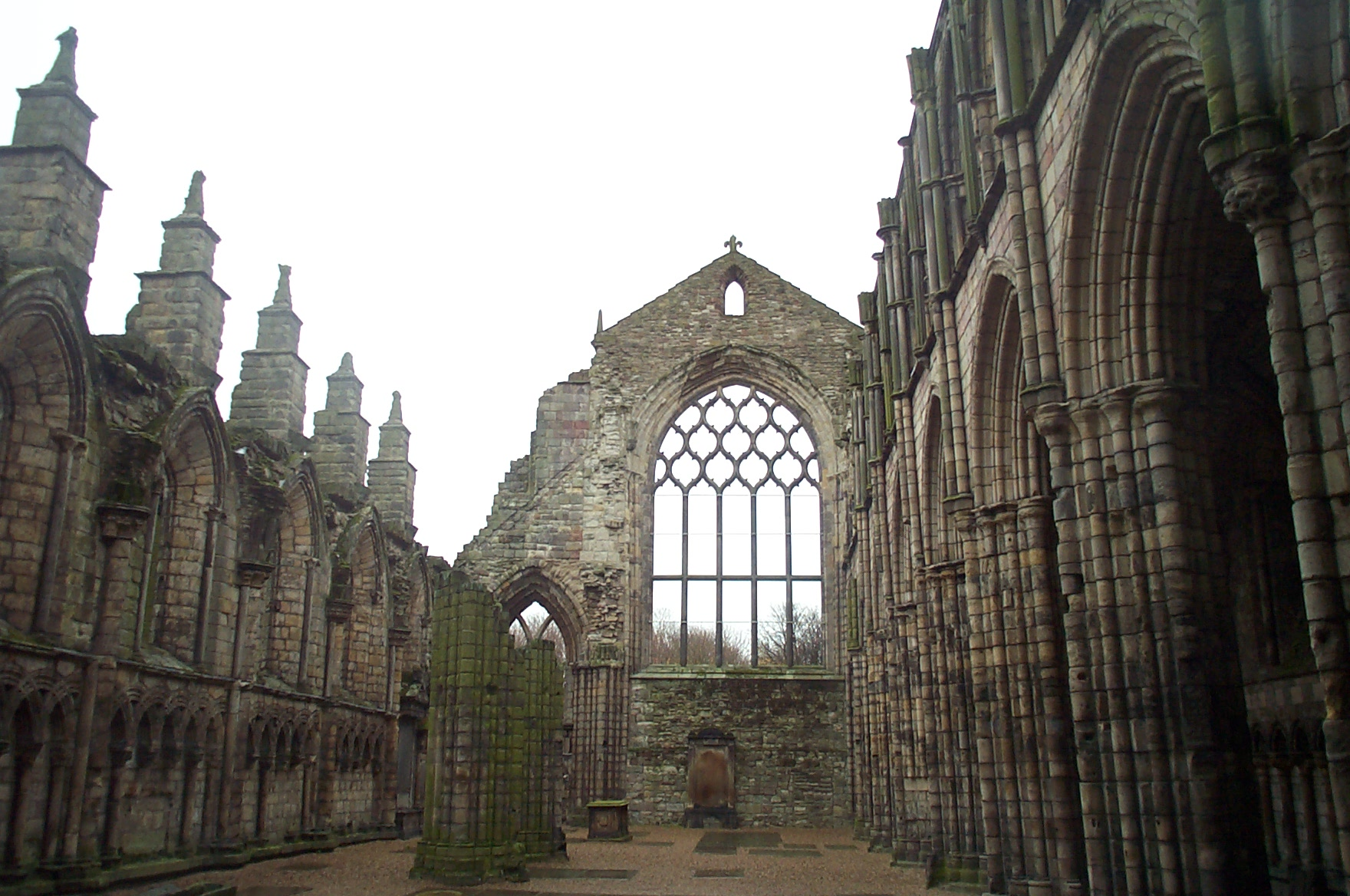
寺院の廃墟

## 僧院
1128年にデイヴィッド1世が宮殿を建設させた地には、廃墟と化したアウグスティヌス派の寺院があった。寺院では、かつて多くの戴冠式や王族の結婚式が挙げられていた。修道院の屋根の一部が廃墟のまま、現在も残っている。
寺院の礼拝堂は、イングランド王ジェームズ2世（＝スコットランド王ジェームズ7世）の時代に、群衆により破壊された。1691年、当時の新しいカノンゲイト教会は地元教会区の主教会として寺院にとってかわった。なお、エリザベス2世はホリールード宮殿滞在の際、カノンゲイト教会で礼拝をしていた。

## 宮殿
15世紀、現在の宮殿北側にゲストハウスが建てられた。宮殿建設前にはスコットランド中世の王たちの多くがここに泊まったが、15世紀後半から宮殿は王の住居となった。ホリールードで1430年に生まれたジェームズ2世は、ここで戴冠し、結婚している。1498年から1501年まで、ジェームズ4世はホリールードを言葉通りの宮殿にすべく、新しい建築物を建てた。

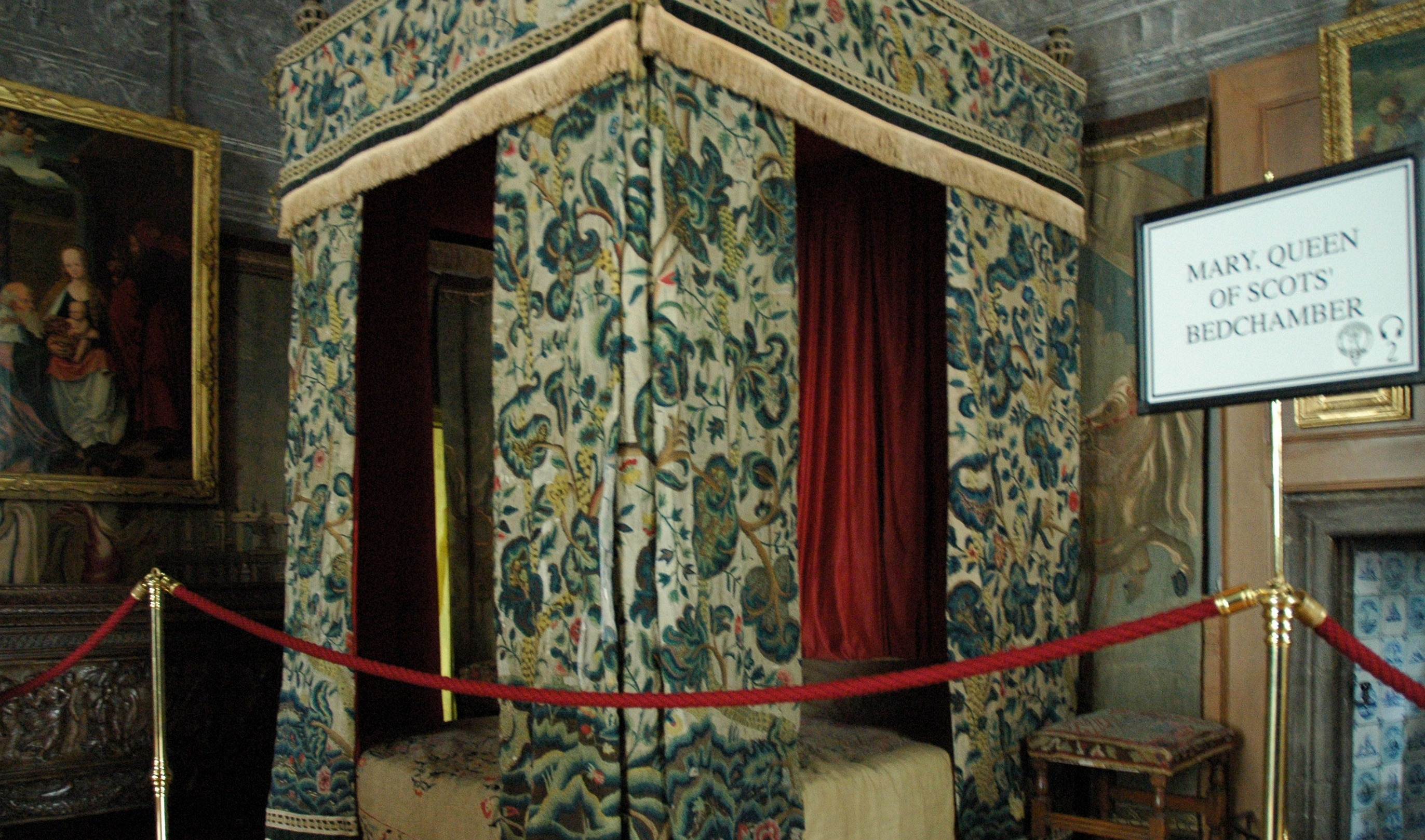
宮殿内のメアリー・ステュアートの寝室

宮殿は、寺院の西側の回廊に位置し、四角形に建てられた。礼拝堂、ギャラリー、王族の居室、大ホールを含む。礼拝堂は現在の北部分にあり、女王の私室は南部分にある。宮殿の玄関と王のロッジは西側である。ジェームズ5世は、1528年から1536年の間に現在の北西塔を加えた。この塔には、かつてメアリー・ステュアートが住んでいた部屋がある。
ほとんどの部屋の木造の天井はメアリー・ステュアートの治世からあり、MR（Maria Regina）とIR（Jacobus Rex）というモノグラムが記されている（MRはメアリー・ステュアート、IRはその長男ジェームズ6世（1世）を意味する）。メアリーとフランソワ2世の結婚を記念して作られた紋章は1559年に刻まれたと信じられているが、1617年からあることがわかっている。謁見の間と女王の寝室は、2つの小塔のある部屋である。北側の小塔の部屋では、1565年3月9日、メアリーのいる前で彼女の秘書ダヴィド・リッツィオの殺害が行われた。その後何世紀も、旅行客は床にしみたリッツィオの血痕を見ることができた。

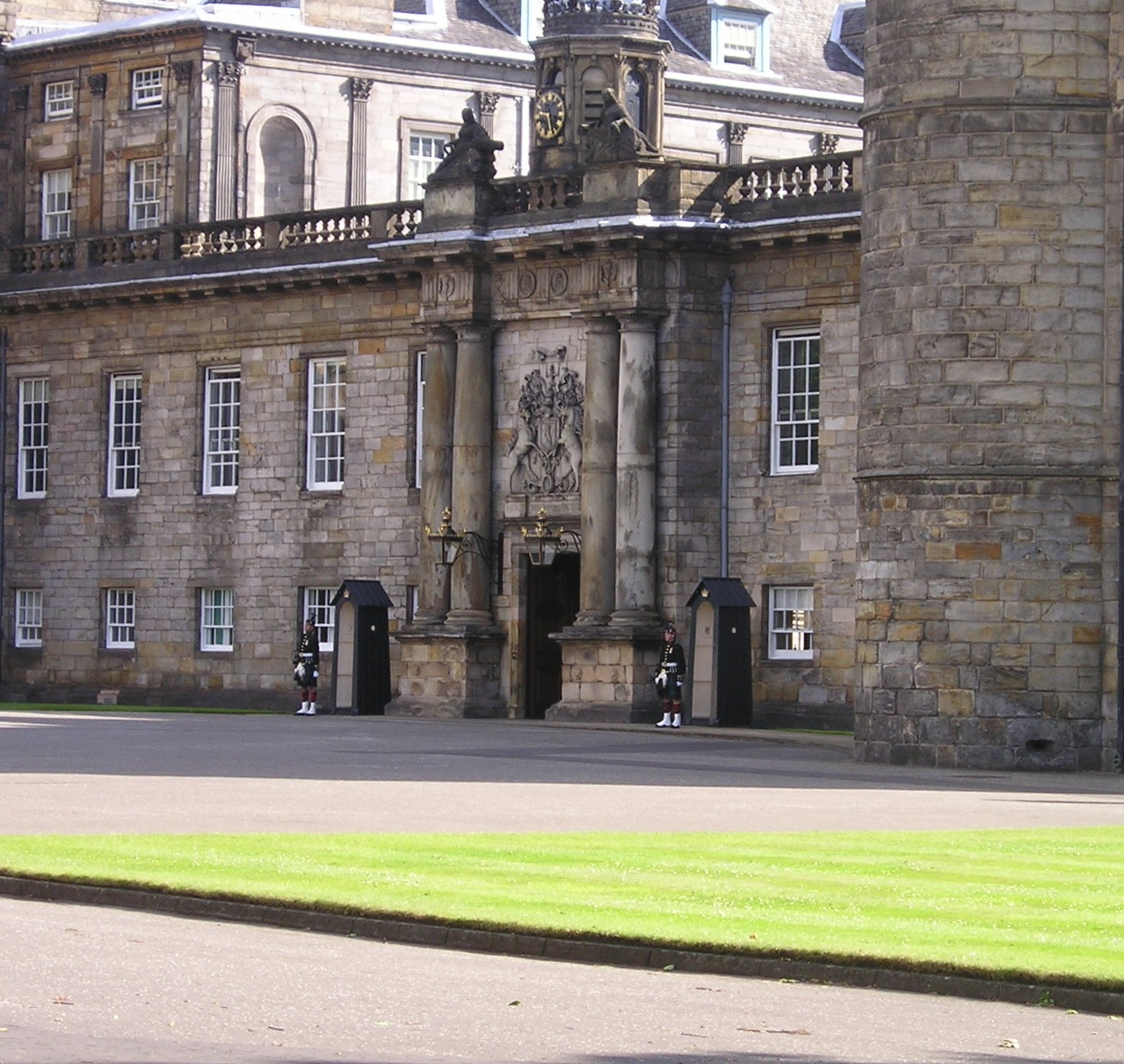
ホーリールード宮殿の入り口の外のロイヤル・スコットランド連隊の門番（Sentries）。

ジェームズ6世が1603年にイングランド王位に就くためロンドンへ去ると、宮殿はもはや半永久的な王宮の座ではなくなった。ジェームズが再訪したのは1617年である。チャールズ1世は1633年に訪問し、ホリールード僧院でスコットランド王として戴冠した。
1650年、事故か策略のどちらか不明だが、宮殿はオリヴァー・クロムウェルと配下の兵士らが滞在中に炎上した。クロムウェルは宮殿を再度立て直したが、彼の再建部分はチャールズ2世の命で再度建設し直され、1671年から8年かけて建築家ウィリアム・ブルースの手で現在の形にされた。ジェームズ7世（2世）はカトリック排斥の結果、軍の職を解かれ、1679年から1682年までホリールードに住んでいた。
1707年の後、宮殿はスコットランド貴族の議員選出の場として使われた。チャールズ・エドワード・ステュアートはジャコバイト運動の盛り上がった1745年の5週間、ホリールードに滞在した。フランス革命が勃発すると、ジョージ3世は、ルイ16世の弟アルトワ伯シャルル（のちのシャルル10世）をホリールードに住まわせた。シャルルらが王座を追われ2度目の亡命を図ると、1830年から1832年までホリールードに再び暮らし、オーストリア帝国へ移っていった。

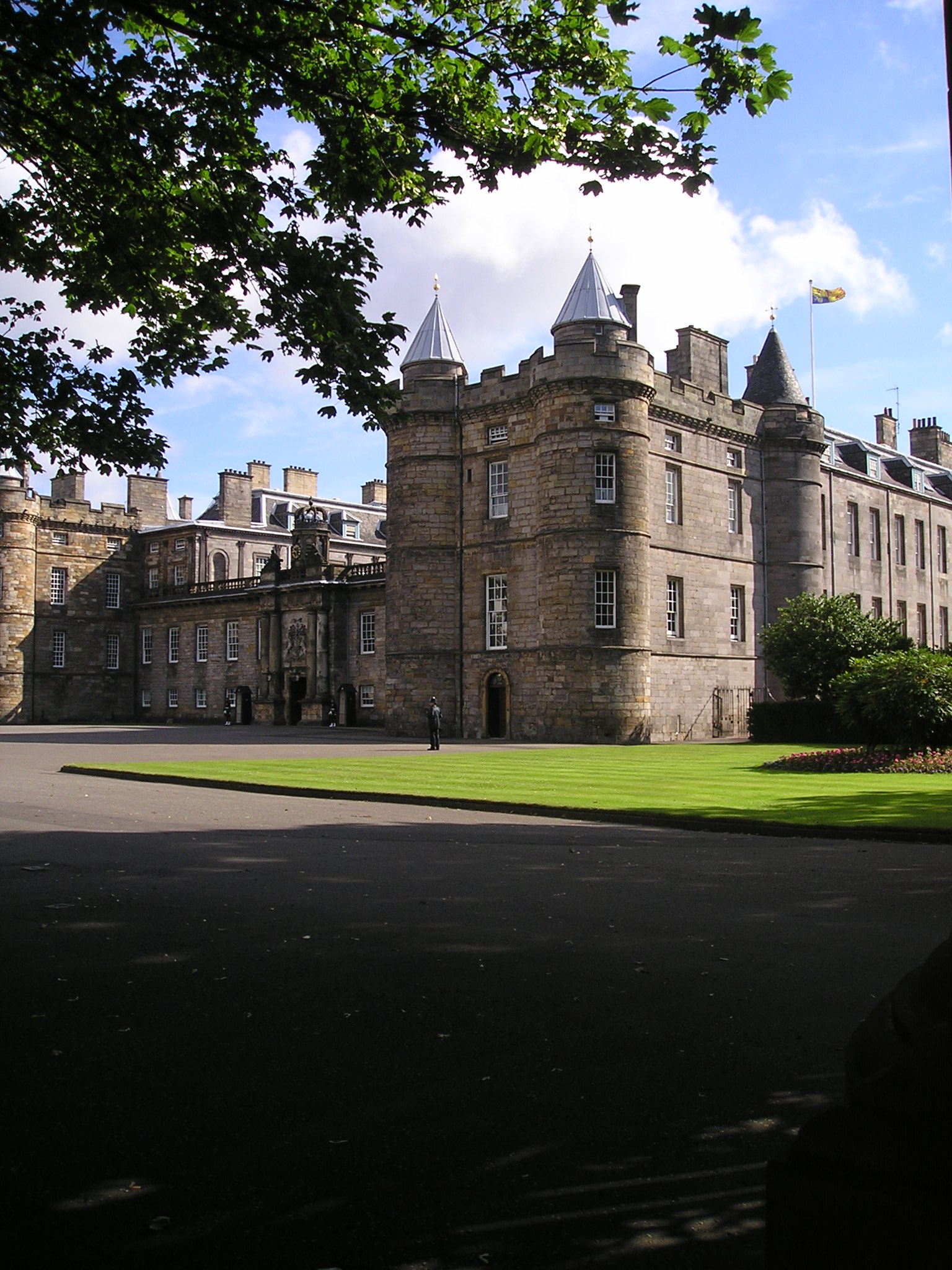
女王滞在の旗が揚がる宮殿

現代になると、王は少なくとも宮殿で1週間滞在している。女王エリザベス2世は、公式行事の一環でスコットランドを訪問すると必ず滞在した（私的滞在にはバルモラル宮殿を利用した）。この利用法は、1999年にスコットランド議会が成立してからのことで、チャールズ3世、アン王女らイギリス王室のメンバーがしばしば滞在する。一時は、スコットランドとつながりのある王女アンが自身の住居にするのではないかと広く期待されていた。宮殿において、エリザベス2世はスコットランド上級相と面会する。イギリスがEUの議長国であったとき、欧州会議がここで開催された。
エリザベス2世や王室メンバーの滞在がない場合、宮殿は一般に公開される。

## 宮殿の管理人
1646年に、チャールズ1世が初代ハミルトン公爵ジェイムズ・ハミルトンを『ホリールードの管理人』に指名して以来、現在までその子孫が世襲してポストを守っている。この職はスコットランド宮廷における称号の一つとなっている。ホリールードハウスを囲むホリールード公園の管理人は別の称号となっており、こちらはハディントン伯家の世襲である。